# Gai Curiaci
Gai Curiaci (en llatí Caius Curiatius) va ser un magistrat romà del segle ii aC. Formava part de la gens Curiàcia, una antiga gens romana originària d'Alba Longa.
Va ser tribú de la plebs l'any 138 aC. Ciceró diu d'ell que era un homo infimus. Va acusar els cònsols de l'any, Publi Corneli Escipió Nasica al que anomena amb el sobrenom de Serapió, i Dècim Juni Brut, i els va fer empresonar per la severitat utilitzada en el reclutament de tropes i impedir el privilegi dels tribuns d'eximir algunes persones del servei militar.